# Raymond Barberot
Pour les articles homonymes, voir Barberot.
Raymond Barberot, né le 20 mai 1945 à Pleaux et mort le 30 septembre 2013 à Orléans, est un militant sourd français. Il est le directeur de publication du magazine L'Écho magazine, le mensuel des sourds et le président de l'association Presse Édition Surdité (PES) de 2010 jusqu'à son décès, en 2013.

## Biographie

### Enfance, études et travail
Il naît le 20 mai 1945 à Pleaux (Cantal). Il devient sourd à l'âge de cinq ans. Il passe ensuite de nombreuses formations :
- Apprenti électricien à La Persagotière (Nantes) en 1960
- Apprenti dessinateur en construction mécanique à l'IRJSO (Saint-Jean-de-la-Ruelle) en 1963
- obtention du certificat d'aptitude professionnelle en 1965
- obtention du brevet professionnel en 1968
- obtention du diplôme de professeur d'enseignement technique spécialisé pour sourds (PETSDA) en 1975

Il est professeur à l'institution régionale des jeunes sourds d'Orléans (IRJSO) de 1975 jusqu'en 2005, année à laquelle il débute sa retraite.

### Militant associatif
Dans les années 1980, Bernard Mottez et Christian Deck, Raymond Barberot et les autres fondent l'association de Deux langues pour une éducation local (Orléans). En 1985, le groupe Deux langues pour une éducation d'Orléans, avec ses deux seuls membres Raymond Barberot et Bernard Truffaut, organise une conférence avec Jean-François Mercurio à Orléans. Il est aussi l'ancien dirigeant de la commission fédérale d'Athlétisme Sourds avec Gérard Defer depuis la fusion de la FSSF avec la Fédération française handisport. Il participe également à d'autres associations d'Orléans, comme le conseil d’administration de l'Association de Patronage de l'Institution Régionale de Jeunes Sourds d'Orléans (APIRJSO), dont il est membre et président, et La Ligue du Centre d'Athlétisme (LCA).

### L'Echo Magazine, le mensuel des sourds
Il est le directeur de publication du magazine L'Echo Magazine, le mensuel des sourds et le président de l'association Presse Édition Surdité (PES) de 2010 à 2013.
Le 30 septembre 2013, Raymond Barberot est emporté par une maladie. Jean-Claude Boursin est nommé président par intérim.